# ستيف يورك
ستيف يورك (بالإنجليزية: Steve York)‏ هو مخرج أمريكي، ولد في 1 يوليو 1943.